# گلستانه (رومشکان)
گلستانه، روستایی از توابع بخش مرکزی شهرستان رومشکان در استان لرستان ایران است.

## جمعیت
این روستا در دهستان رومشکان شرقی قرار دارد و براساس سرشماری مرکز آمار ایران در سال ۱۳۸۵، جمعیت آن ۱٬۰۰۸ نفر (۲۲۷خانوار) بوده‌است.